# Aglaopus decussata
Aglaopus decussata är en fjärilsart som beskrevs av Moore 1883. Aglaopus decussata ingår i släktet Aglaopus och familjen Thyrididae. Inga underarter finns listade i Catalogue of Life.